# Gunn (valkyria)
Gunn (norröna: Gunnr, äldre form Guðr, “kamp”) är i nordisk mytologi en av valkyriorna, som jämte Rota och Skuld ständigt rider ut på stridsplatsen för att välja ut vilka som ska stupa.
Gunn är inte en mytologisk person utan tillhör kollektivet valkyrior. Namnen på dessa finns i tulor samt i skaldedikter, där de står som heiti i kenningar. Sinsemellan är dessa namn helt utbytbara beroende på diktens formella krav rörande allitteration och stavelseräkning.

## Tulor och namnlistor
Namnet Gunn förekommer i två listor över valkyrieheiten som finns i tulorna samt i en liknande uppräkning i Vǫluspá 30, där Gunn nämns som en av flera långtifrån komna valkyrior som nu står ”rustade, redo att rida ut”, kanske för att samla folk inför den stora slutstriden vid Ragnarök. Uppräkningen avslutas med orden ”nu är Odens kvinnor nämnda” (nú eru talðar nönnur Herjans). En annan benämning på dessa kvinnor är ”Odens mör” (Óðins meyjar).

## Darraðarljóð
I den kusliga sången Darraðarljóð, troligen diktad omkring år 1015, är Gunn en av tolv valkyrior som på en makaber vävstol, med avhuggna huvuden som tyngder och tarmar som varp, väver utgången av slaget vid Clontarf.
En strof i samma anda meddelas i Íslendinga saga rörande en händelse som sägs ha inträffat år 1208. “En man i Skagafjorden drömde att han kom in i ett stort hus. Därinne satt två blodiga kvinnor som vaggade fram och tillbaka, och från rökhålen i taket regnade blod. Den ena kvinnan kvad:”
| Vi ro! Vi ro! Det regnar blod! Gunn och Gondul ro glavmän mot döden. Råda vi skola i Raftalid, blotade bli och med bann nämnda! | Róum vit ok róum vit – rignir blóði – Guðr ok Gǫndul! fyr gumna falli. Vit skulum ráðask í Raptahlíð; þar munum blótaðar ok bǫlvaðar! |  |

## Snorres Edda

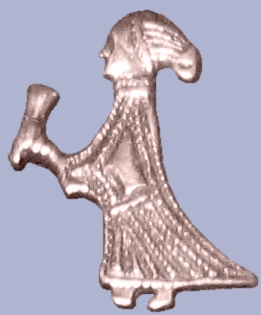
Kvinna (valkyria?) med dryckeshorn. Silverfigur från Birka.

Den enda prosaberättelse där Gunn är omnämnd står att läsa i kapitel 36 av Gylfaginning i Snorres Edda. I närmast föregående kapitel har Snorre lagt ut texten om Asgårds asynjor. Nu kommer turen till serveringspersonalen i Valhall.
| Så finns det andra kvinnor som skall tjäna i Valhall, bära fram dryck och sköta dukningen och ölkrusen. | Enn eru þær aðrar er þjóna skulu í Valhǫll, bera drykkju ok gæta borðbúnaðar ok ǫlgagna. |  |

För att exemplifiera detta citerar Snorre därefter Grímnismál 36 ur den poetiska Eddan. Strofen innehåller tretton valkyrienamn och avslutas med orden: ”De bär fram öl till enhärjarna” (Þær bera einherju ǫl). Sedan fortsätter han:
| De kallas valkyrior. Dem sänder Oden till varje slag. De väljer vilka män som skall dö och råder över segern. Gunn och Rota, samt den yngsta nornan som heter Skuld, rider ständigt för att utvälja de stupade och styra striden. | Þessar heita valkyrjur. Þær sendir Óðinn til hverrar orrostu. Þær kjósa feigð á menn ok ráða sigri. Guðr ok Rota, ok norn in yngsta er Skuld heitir, ríða jafnan at kjósa val ok ráða vígum. |  |

Gunn har alltså, i likhet med andra valkyrior, två arbetsuppgifter: Hon är servitris och psykopomp.

## Kenningar
Ordet gunnr (genitiv: gunnar) betyder ”kamp”, ”strid”, ”fältslag” och är både egennamn och appellativ. När ordet förekommer i kenningar kan det därför vara svårt att avgöra om det är begreppet ”strid” eller valkyrienamnet ”Gunn” som skalden har menat. Är det exempelvis ”Gunn” eller ”strid” som avses i en kenning som gögl gunnar systra? Båda läsningarna ger samma resultat. Gunnar systr (Gunns/stridens systrar) är ”valkyrior”, vilkas gögl (gässlingar) är slagfältets asätande korpar. Hela kenningen betyder alltså ”korpar”. Vad som talar för tolkningen ”Gunn” i stället för ”strid” är att valkyrior ända sedan Torbjörn hornkloves tid har associerats med korpar.
Om varianter av samma kenning har olika valkyrienamn som huvudord, kan det vara rimligt att inte utesluta ”Gunn”. Kenningen gunnar eldr kan då utläsas ”Gunns eld” eftersom kenningen har varianten gǫndlar eldr (”Gönduls eld”) och Göndul är en valkyria. Båda kenningarna betyder ”svärd”. På samma sätt kan gunnar serkr tolkas som ”Gunns särk” – vilket betyder ”brynja” – eftersom kenningen har flera varianter med andra valkyrienamn, t.ex. gǫndlar serkr (Gönduls särk), hildar serkr (Hilds särk) och skǫglar serkr (Sköguls särk). Men redan här blir det problematiskt, enligt Finnur Jónsson. Tolkningen ”stridens särk” kunde ju vara en lika passande omskrivning för krigarens ekipering på slagfältet. Dessutom finns flera varianter av serkr-kenningar där det inte alltid är ett valkyrienamn som är huvudordet.
Hur vanligt ”Gunn” är som valkyrienamn i kenningar är alltså en tolkningsfråga.

### Rökstenen
Flera tolkningar av inskriptionen på Rökstenen har där velat återfinna kenningen Gunns häst med betydelsen  ”varg”. Det skulle i så fall vara det äldsta skriftliga belägget för valkyrienamnet  ”Gunn”: 
”Det säger jag som det tolfte var Gunns häst ser föda på slagfältet, där tjugo konungar ligger”.
Tolkningen har dock blivit ifrågasatt. Trollkonor och gygjar brukade rida på vargar, men något motsvarande berättas inte om valkyrior. Dessutom kan kenningen hæstr gunnaʀ lika gärna läsas ”stridens häst”. Det kan fortfarande röra sig om en varg, men valkyrienamnet försvinner.